# Den mytiska medaljongen
Den mytiska medaljongen var SR:s julkalender 2005 skriven av Jesper Lundqvist och producerad av Henrik Andersson.

## Handling
Sagan utspelar sig i "Ödebygd" i Norrland. Mitt i byn bor Myran tillsammans med sin pappa Gunnar. På orten händer nästan ingenting, och det är tråkigt att vara barn där. Myran verkar dessutom vara enda barnet i byn. Pappa sitter mest och dricker kaffe, och vägrar borsta tänderna eftersom Myrans mamma Rigmor lämnade byn med en kringresande tandborstförsäljare fem år tidigare, vilket inträffade runt jul, och sedan dess har Gunnar avskytt julen.
Myran träffar dock Anansi.
Till slut får Myran en medaljong i födelsedagspresent av sin mamma. Medaljongen är magisk och gör att alla fantasier och drömmar som människor bär på blir verkliga. Det blir kalabalik när Myran önskar att hålan hon bor i ska brinna upp och det är bara Myran själv som kan sätta stopp för det.

## Medverkande
- Berättare – Frida Berglund
- Myran – Hanna Svedin
- Anansi – Reza Rahimi
- Pappa Gunnar – Lennart Jähkel
- Övriga skådespelare – Bahare Razekh Ahmadi,Tor Lundmark, Lotta Nilsson, Omid Khansari, Dan Abott, Tomas Fingal, Zita Djenes och Viktoria Flodström[3]

## Papperskalender

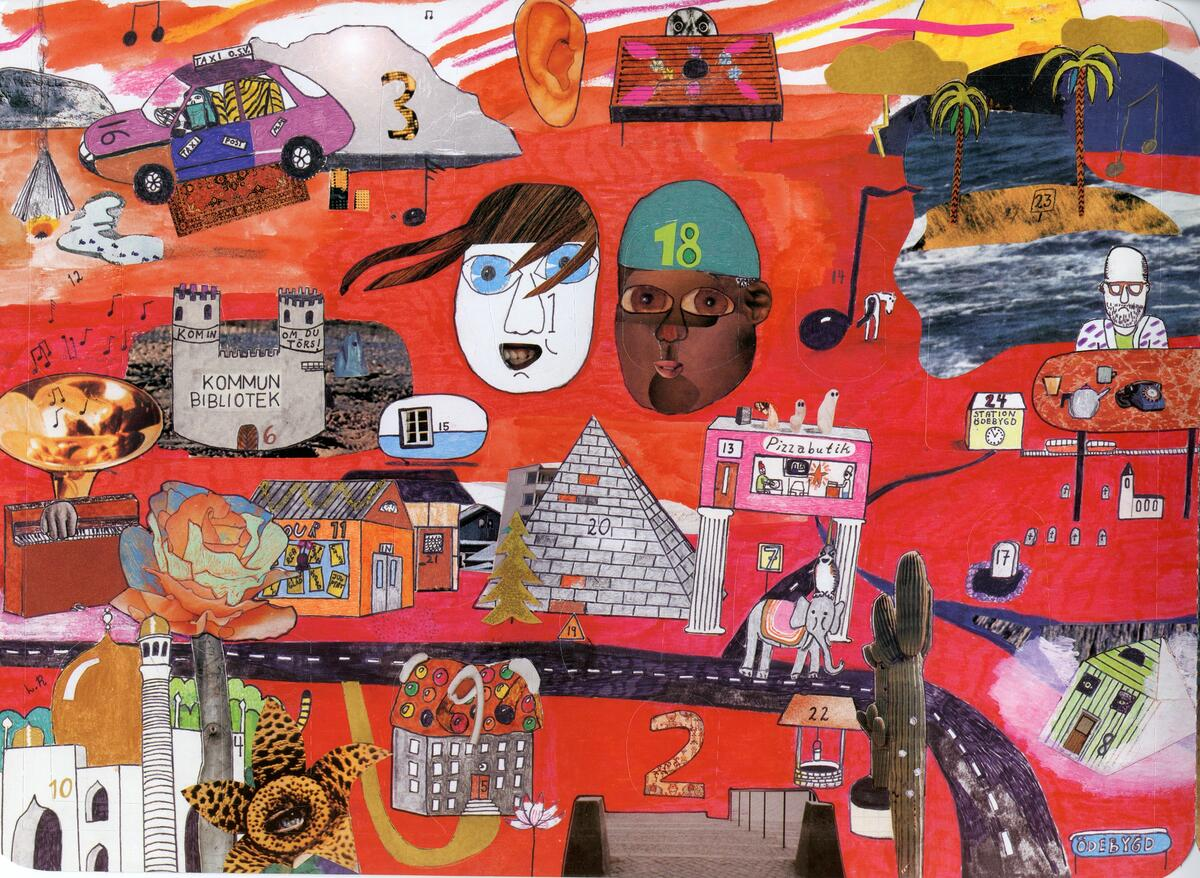
Papperskalendern

Kalendern ritades av Lisa Rydberg och visar en väg, och diverse hus och andra byggnader.

### Fotnoter
1. ↑  ”Svensk mediedatabas”. http://smdb.kb.se/catalog/search?q=%22Den+mytiska+medaljongen%22+typ%3Aradio&sort=OLDEST. Läst 5 april 2011.
2. 1 2  ”Den mytiska medaljongen”. Sveriges Radio. https://sverigesradio.se/barn/julkalendrar/kalender_text/2005_text.html. Läst 10 december 2021.
3. 1 2 3  ”Julkalendern i radio 2005 - Den Mytiska Medaljongen”. Sveriges Radio. Arkiverad från originalet den 10 december 2021. https://web.archive.org/web/20211210050316/https://www.mynewsdesk.com/se/sveriges_radio/pressreleases/julkalendern-i-radio-2005-den-mytiska-medaljongen-70222. Läst 10 december 2021.
4. ↑  ”Julkalendrar”. Arkiverad från originalet den 27 oktober 2014. https://web.archive.org/web/20141027033659/http://helgo.net/emma/julkalendrar.php?y=2005&t=radio. Läst 2 april 2011.